# L'Enterrement de sainte Lucie
L'Enterrement de sainte Lucie est un tableau d'autel peint par Caravage en 1608 et conservé dans l'église Santa Lucia al Sepolcro de Syracuse en Sicile depuis 2020.

## Historique
Ce retable est réalisé par Caravage en 1608 lors de son arrivée en Sicile après avoir fui Malte. La commande provient probablement du Sénat de Syracuse ; Caravage l'obtient sans doute grâce à l'entremise de son ami le peintre Mario Minniti, qui a de très bons rapports avec les Franciscains qui dirigent l'église et son couvent. Bellori, l'un des tout premiers biographes de Caravage au XVIIe siècle, en fait mention :

« Parvenu à Syracuse, il fit un tableau pour l'église de Sainte-Lucie, située au-delà de la Marina : il peignit la Sainte, morte, avec l'évêque qui la bénit ; deux hommes, armés d'une pelle, creusent la terre pour l'ensevelir. »

— Giovanni Pietro Bellori, 1672.
La date de réalisation de la toile est bien circonscrite : elle est réalisée entre le 6 octobre 1608, date où Caravage quitte Malte, et le 6 décembre de la même année, puisqu'il se trouve alors à Messine et non plus à Syracuse. Il est possible que la commande soit prévue de telle manière que le tableau soit livré pour le 13 décembre, c'est-à-dire le jour où est célébrée la mémoire de sainte Lucie.

## Les deux églises
Le retable est initialement prévu pour être installé dans la basilique Santa Lucia al Sepolcro du quartier de Borgata ; mais au gré de déplacements et de restaurations elle se retrouve désormais installée dans une autre église de la même ville, également dédiée à sainte Lucie : l'église Santa Lucia alla Badia, située dans un quartier touristique sur la petite île d'Ortygie. Les conditions de conservation y semblent meilleures que dans la basilique, ce qui est d'autant plus important que le tableau est en mauvais état, surtout depuis une restauration de piètre qualité effectuée en 1979. Cette situation provoque toutefois des contestations, au vu de l'intérêt touristique que représente le tableau, que viennent admirer près de 3 000 visiteurs par jour : des voix s'élèvent pour obtenir le retour du tableau à Santa Lucia al Sepolcro.
En décembre 2020, le tableau est de nouveau installé dans l'église Santa Lucia al Sepolcro, sous forme de prêt,.

## Description
La scène représente au premier plan deux fossoyeurs d'aspect massif qui s'affairent à creuser une tombe : derrière eux gît le corps de Lucie de Syracuse, martyrisée pour avoir refusé d'abjurer sa foi chrétienne. Une plaie à son cou montre qu'elle a été égorgée. La composition de la scène est enfermée dans un triangle formé par les corps des fossoyeurs en diagonale, et à la pointe le sommet de la tête du diacre au manteau rouge ; une foule se dresse à l'arrière et sur la droite, mais elle est située en dehors de ce triangle au centre duquel le visage de Lucie concentre l'attention du spectateur. Même le prélat en grande tenue, sur la droite, est marginalisé et se mêle à l'anonymat de cette foule. L'axe horizontal et l'axe vertical se croisent précisément à l'emplacement des deux personnages centraux que sont la sainte et le diacre.
Il est possible qu'un autoportrait de Caravage apparaisse dans le visage de l'homme à droite, frappé par la lumière et qui détourne son regard de la scène en direction de la droite du tableau.
L'espace monumental et vide au-dessus des personnages occupe plus de la moitié de la toile : c'est là une importante innovation du peintre lombard, qui l'avait toutefois déjà expérimentée quelques mois plus tôt dans sa Décollation de saint Jean-Baptiste. Ce grand vide au-dessus des personnages environnés de ténèbres fait penser à une caverne aux contours indéfinis, comme dans la Résurrection de Lazare que Caravage va peindre un peu plus tard à Messine. Par ailleurs, la lumière qui éclaire le visage de la sainte renvoie — de même que de nombreux parallèles formels — à un autre grand tableau de la période romaine : La Mort de la Vierge.

D'autres tableaux de la même époque adoptent une composition similaire
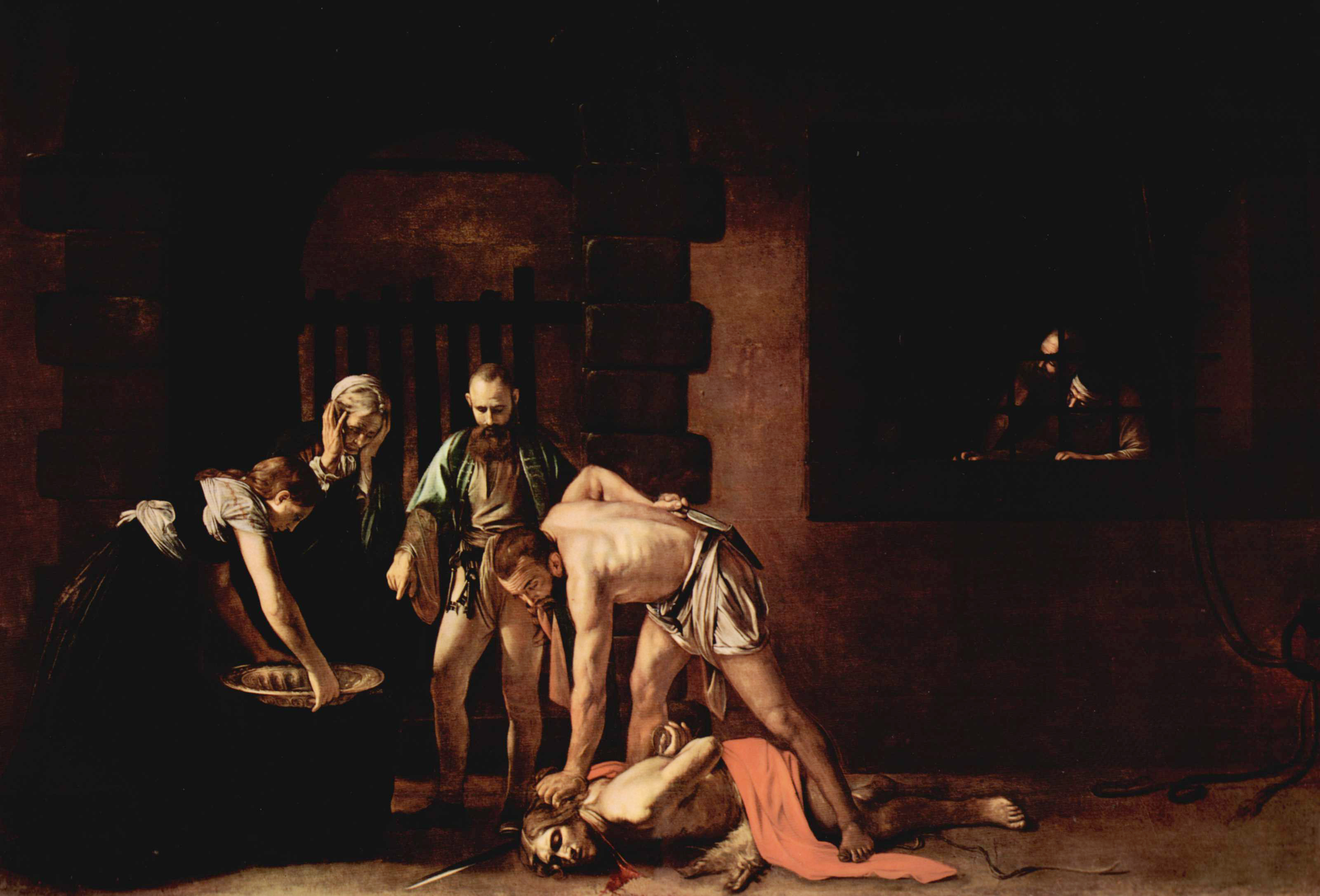
La Décollation de saint Jean-Baptiste (1608)
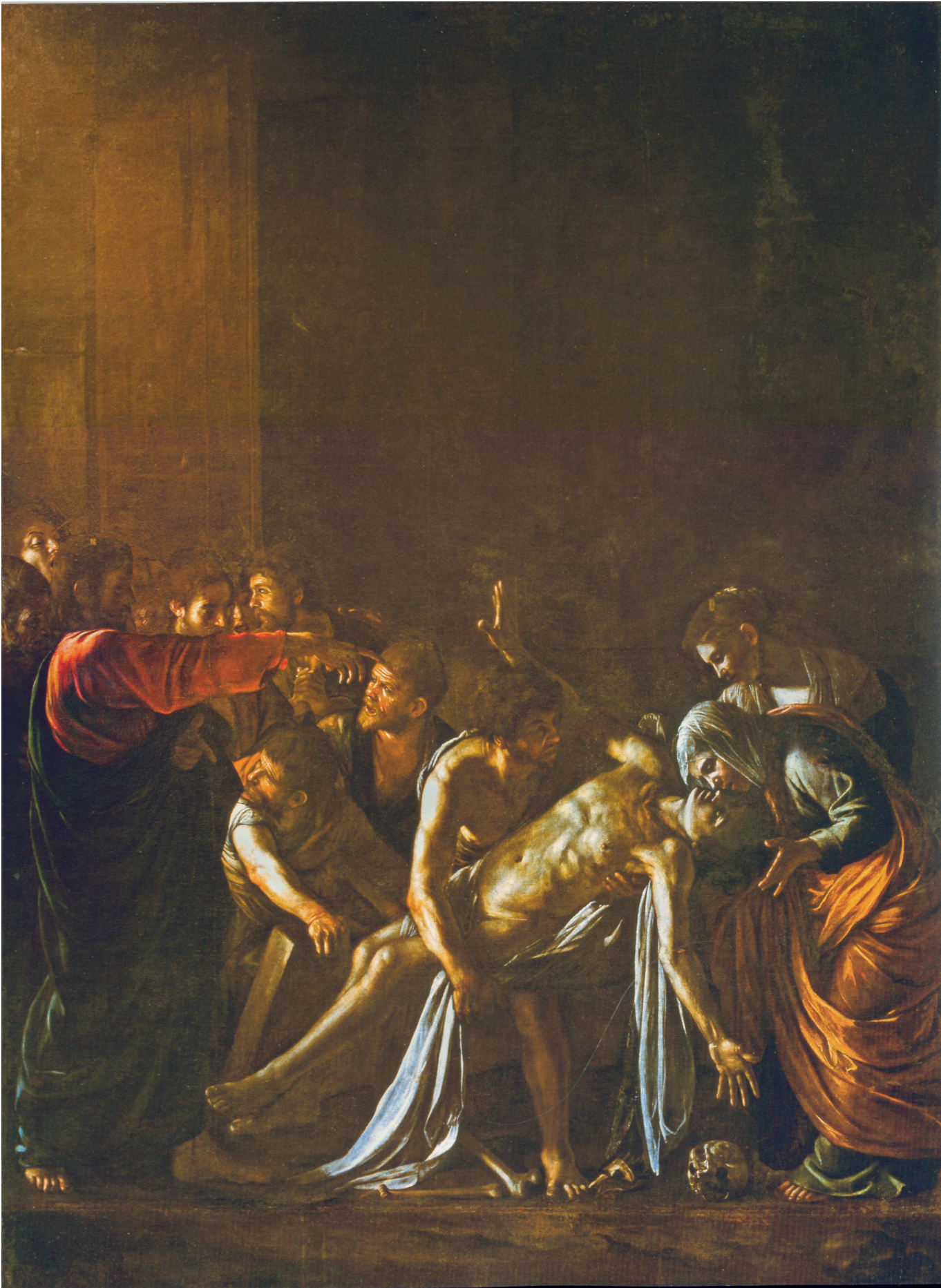
La Résurrection de Lazare (1609)